# 福臨門 (香港)

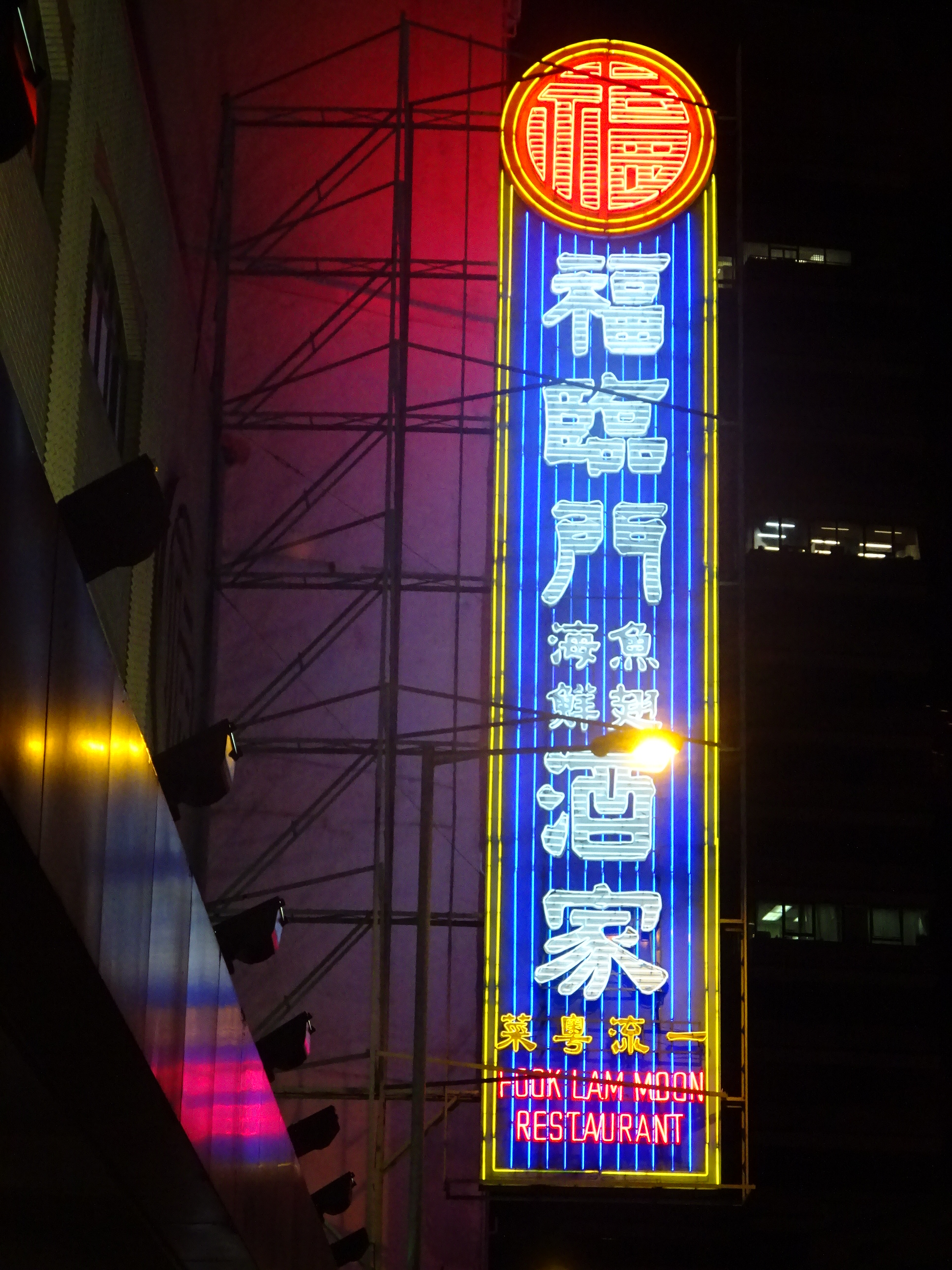
灣仔總店跨越幾層的霓虹燈招牌，於2018年底開始停止晚上開燈，到2019年4月中拆卸

福臨門酒家（英語：Fook Lam Moon Group），是香港一間供應高級粵菜的酒家，由徐福全於1972年在灣仔莊士敦道創立，有「富豪飯堂」之稱。2012年12月，華人飲食集團收購了福臨門酒家，2017年重新將大部分股權售予原經營者之一的徐沛鈞家族。
第二次世界大戰後，外出用膳是極少數人可負擔的奢侈消費；大户人家要招待上賓或自饗，通常以上門到燴才能夠真切品嚐珍饈百味。當時徐福全以「外燴」形式，帶備材料、職員到客人家即時烹調，故能獲得一群高收入階層支持，尤其以魚翅、鮑魚、炸子雞等享有盛名。
福臨門灣仔總店於2024年繼續被評為米芝蓮一星食肆。

## 歷史

### 徐福全創業
徐福全14歲入行當學徒，迅即成為當時清朝官邸的家廚，繼而於富裕人家何東家族中擔當主廚一職；於1948年創立「福記」筳席到燴服務，光顧的皆是富有人家及顯赫家族，獲得成功和讚譽，有口皆碑。1953年正式易名為「福臨門」，取其中國傳統「福到」之意。1955年﹐羅安開始跟隨徐福全當學徒，自始一步步成為福臨門的行政總廚。
首間門市於1972年於香港灣仔開設（福臨門（香港）），於1977年於尖沙咀開設第二間門市（福臨門（九龍））。

### 家族第二代接班
1977年，徐福全去世，酒家由他的五子徐沛鈞（五哥）及七子徐維均（七哥）共同管理，徐沛鈞負責公司會計等內務及擔任持牌人，徐維均負責廚房食品，二人各佔四成半股權，餘下一成股權則屬於四名同父異母姊妹。
於2007-2008年，徐沛鈞與徐維均的矛盾變得激烈，最終出現股權爭議。
2009年，灣仔福臨門首次被米芝蓮評為一星食肆，2010年更升至二星。尖沙咀分店亦於2010年獲評為一星。在2011年，灣仔福臨門的市值已近兩億元，如連同商標等，更值約八億元。
最終於2013年，在華人飲食集團的注資下，五哥徐沛鈞購入七哥徐維均的所有股權，徐維均全面退出福臨門。

### 家族第三代接班
家族爭產告終後，第三家福臨門酒家於2015年8月於澳門銀河™開幕（福臨門（澳門）），成為集團唯一海外分店。其後在同年，尖沙咀分店先不再獲選為米芝蓮一星級食肆。
在食肆本身經營方面，亦出現人事變動。於2016年，徐沛鈞將福臨門交棒給他的兒子徐德強主理。2016年，集團主廚梁燊龍被半島酒店嘉麟樓挖走，福臨門則改由原負責澳門福臨門業務的舊部陳佑良回到總店擔任主廚。
2017年，灣仔總店亦從米芝蓮一星級食肆名單中除名。
其後於2017年12月，引入華人飲食集團購回福臨門的大部分股權。
2020年1月31日，徐德強辭任福臨門集團董事。2020年5月，福臨門向財務公司借貸600萬，以灣仔利文樓地舖及1至3樓作擔保。由於未能還清款項，財務公司於2023年1月向香港高等法院要求歸還967萬的本金及利息，並將利文樓的鋪位交出以償債。

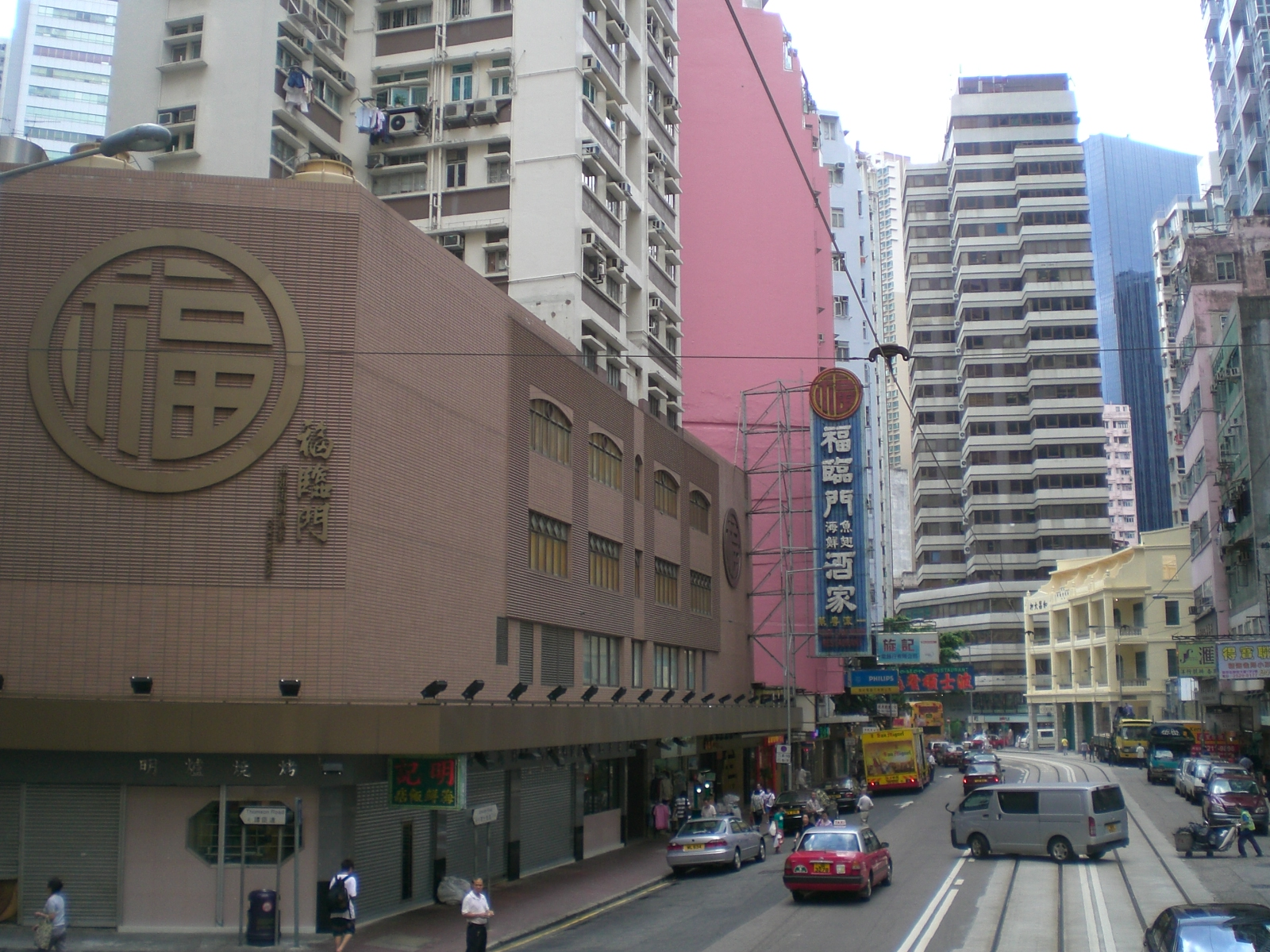
灣仔莊士敦道「福臨門」
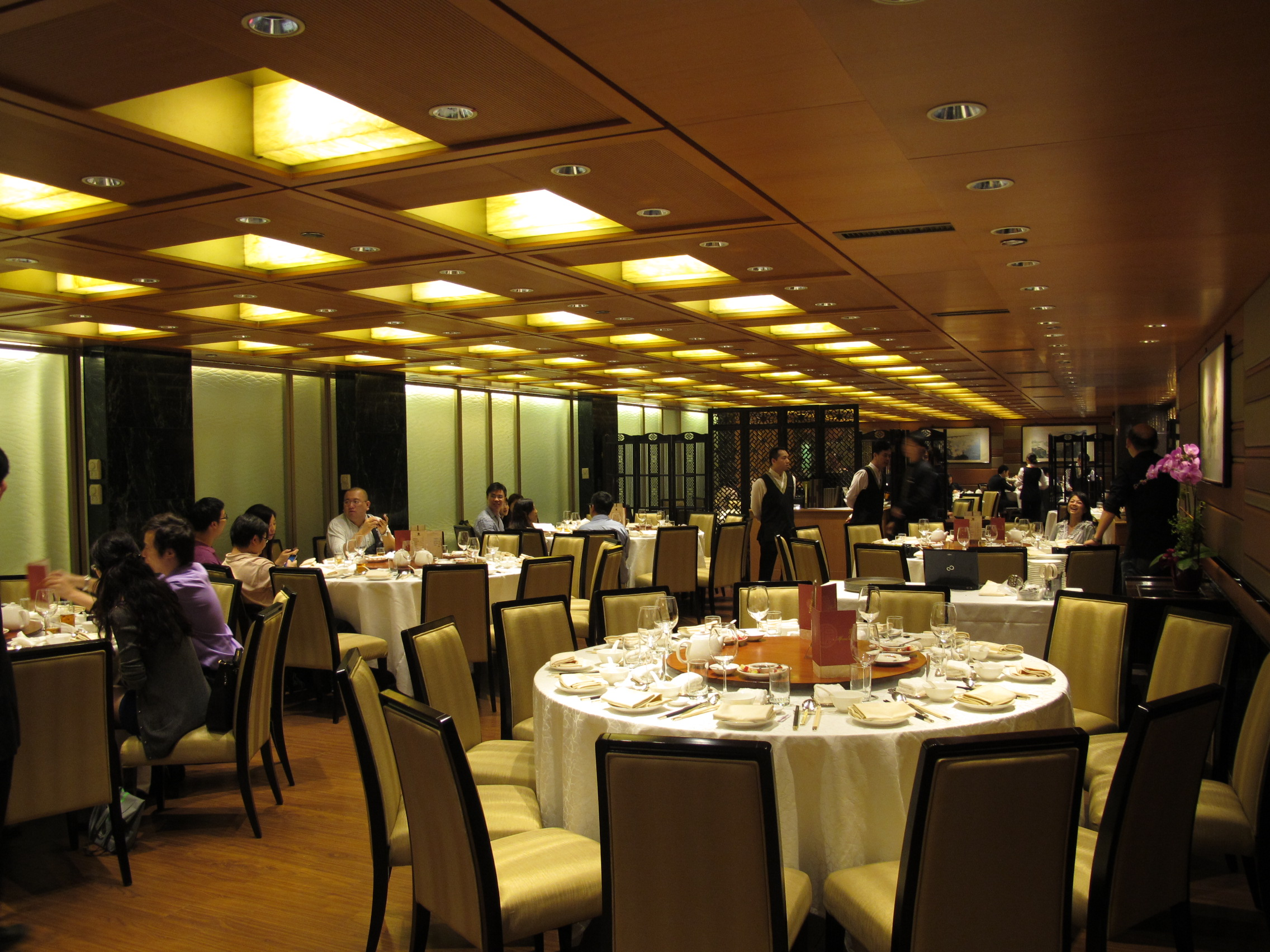
灣仔莊士敦道「福臨門」內貌
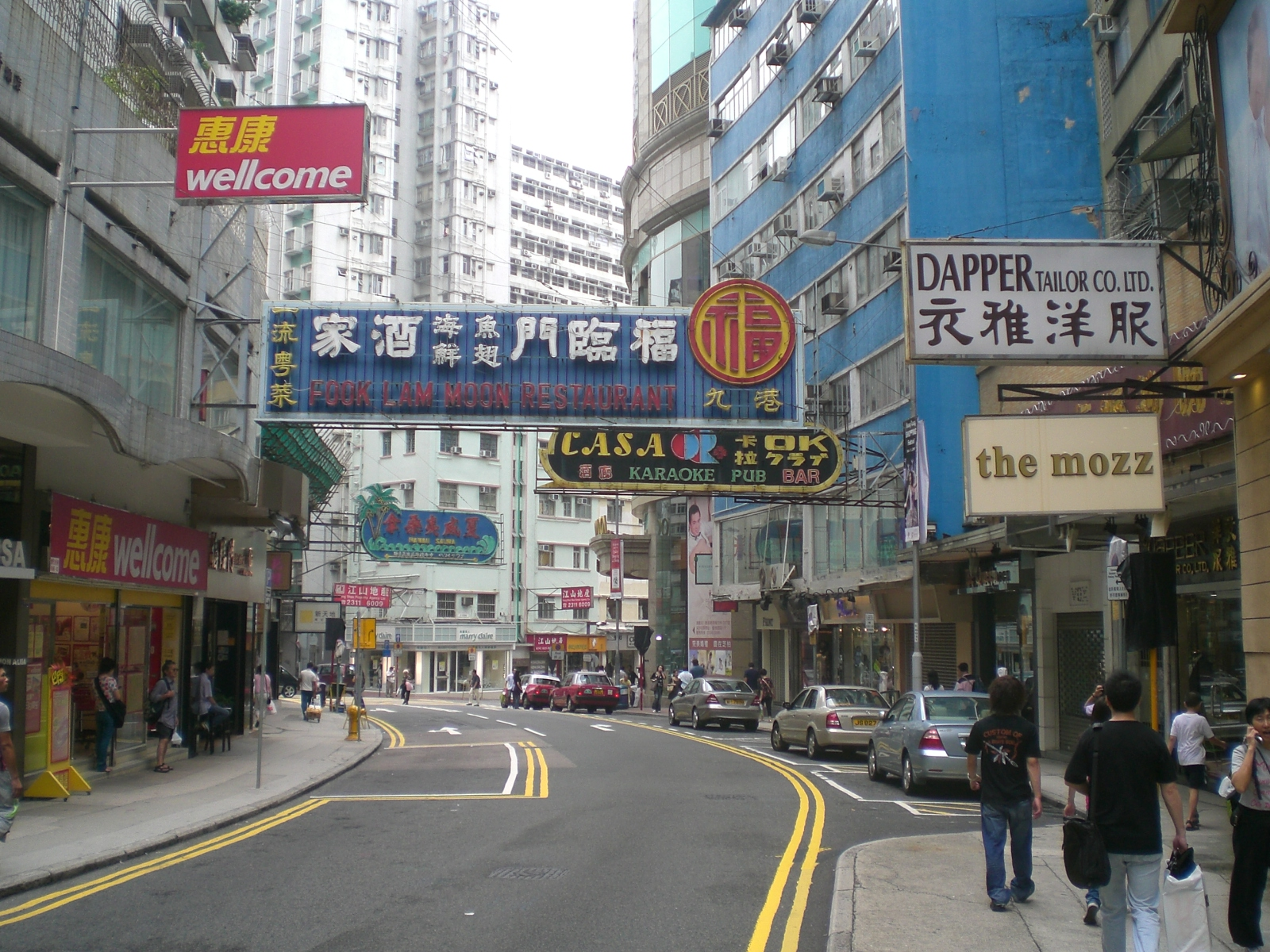
尖沙咀金巴利道「福臨門」

福臨門（九龍）自置的尖沙咀地舖則於2021年售出，並於2022年12月1日遷出，於12月7日遷址九龍灣金利豐國際中心繼續營業。

## 菜式
福臨門主要提供高級粵菜，招牌菜式包括「脆皮炸子雞」、「蠔皇原隻乾鮑」、「紅燒頂裙翅」、「摩羅炒飯」、「琵琶鴨」等。

## 獎項
2009年，灣仔福臨門首次被米芝蓮評為一星食肆，2010年更升至二星。尖沙咀分店亦於2010年獲評為一星。。然而，2015年，尖沙咀分店先不再獲選為米芝蓮一星級食肆，2017年，灣仔總店亦被除名。2020年，灣仔福臨門重新獲評為一星食肆。
此外，福臨門（香港）亦從2013年起連續四年入選英國《Restaurant》雜誌的「亞洲五十最佳餐廳」名單，並於2014年於名單中升至第19位，獲得「最佳進步獎」。福臨門亦是香港唯一入選Monocle時尚雜誌的「2015最佳餐廳」名單的食肆。此外，福臨門於2014及2015均獲Wine Spectator雜誌頒發Restaurant Wine List Awards，是香港唯一一家不隸屬於任何酒店而得到此認可的粵菜酒家。

## 股權爭議
2012年，因股權糾紛，福臨門酒家第二代掌舵人徐沛鈞及徐維均兄弟曾鬧上法庭，雙方最終和解，徐維均全面退出福臨門，並自行在港創立家全七福酒家，而其在日本和中國內地所經營的福臨門食府也已經悉數更名為家全七福酒家，與香港福臨門已無任何關係。

## 外部連結
- 福臨門集團網頁 （页面存档备份，存于）
- 飲食男女『人物專訪』 （页面存档备份，存于）
- 米芝蓮一星 福臨門 （灣仔）介紹 （页面存档备份，存于）